# آنژولینو گاسپارینی
آنژولینو گاسپارینی (انگلیسی: Angiolino Gasparini؛ زادهٔ ۲۲ مارس ۱۹۵۱) بازیکن فوتبال اهل ایتالیا است.
از باشگاه‌هایی که در آن بازی کرده‌است می‌توان به باشگاه فوتبال هلاس ورونا، باشگاه فوتبال اینتر میلان، باشگاه فوتبال آسکولی، باشگاه فوتبال برشا، و باشگاه فوتبال مونتسا اشاره کرد.